# Amata analinigra
Amata analinigra är en fjärilsart som beskrevs av Vorbrodt 1920. Amata analinigra ingår i släktet Amata och familjen björnspinnare. Inga underarter finns listade i Catalogue of Life.